# Oblastní muzeum v Mostě
Oblastní muzeum a galerie v Mostě je muzeum ve městě Most, jehož zřizovatelem je Ústecký kraj.

## Úvod
Muzeum a galerie sídlí v budově bývalého Státního reálného gymnázia. Architektonicky významná stavba byla dokončena v roce 1913. Po 2. světové válce německé gymnázium zaniklo a budova začala sloužit střední průmyslové škole. Ta využívala budovu do roku 1981. Od roku 1982 bývalá škola patří muzeu – veřejnosti byla slavnostně zpřístupněna po rozsáhlé rekonstrukci dokončené v roce 1996. Od roku 2019, kdy došlo ke sloučení Oblastního muzea v Mostě a Galerie výtvarného umění v Mostě, je součástí výstavních prostor i suterénní sál děkanského kostela Nanebevzetí Panny Marie v Mostě.
Zaměření muzea je především regionální – hlavní sběrnou a badatelskou oblastí je území bývalého okresu Most s přesahy do okresů okolních. Z hlediska geomorfologického muzeum sleduje tři významné krajinné celky – Krušné Hory, západní část Českého Středohoří a Mosteckou pánev.
Součástí muzea byl v letech 1964–2005 také zámek v Litvínově a v letech 2000–2013 Památník obětem II. světové války v Mostě v budově bývalého krematoria na Městském hřbitově v Mostě.

## Historie

### Stadtmuseum Brüx
Historie mosteckého muzea se začala psát v roce 1888. Tehdejší starosta města Karl Pohnert oznámil v místním tisku, že je po vzoru okolních měst nejvyšší čas založit muzeum také v Mostě. Zároveň vyzval ke shromažďování sbírky a zajistil k tomu účelu volnou místnost. Městský výběrčí daní Otto Scharf byl pověřen sepisováním darovaných předmětů a péčí o ně. Hlavní zájem byl orientován na německou část obyvatel města – jejich dějiny, vlastivědu, folklór, atd. Město uvolnilo muzeu bývalou piaristickou kolej a později vojenský výchovný ústav v ulici U Masných krámů (Švermovy) č. p. 187. V listopadu 1891 pak do služeb muzea nastoupil první zaměstnanec Willibald Göpfert. Do roku 1893 se podařilo upravit interiéry a vybudovat stálou expozici. Péče o muzeum však byla pro město organizační zátěží, proto byl dne 2. ledna 1894 ustaven Spolek přátel muzea v Mostě (Verein der Museumsfreunde Brüx), který začal činnost muzea koordinovat. Spolek řídil odbornou práci a napůl s městem nakupoval pro muzeum exponáty. V jeho řadách působilo velké množství mosteckých patriotů, kteří muzeum intenzivně podporovali. Josef Konstantin Beer (1862–1933) mu dokonce odkázal sbírku obrazů a značné finanční prostředky, které pak staly základem nadace sloužící pro podporu mladých umělců. Největšího rozvoje dosáhlo Stadtmuseum pod vedením Kurta Oberdorffera (1900–1980), který se stal jeho vedoucím v roce 1924. V této roli působil až do roku 1938, kdy vstoupil do služeb nově zřízené Sudetské župy, vzniklé po Mnichovské dohodě. Tehdy došlo i ke zrušení konkurenčního českého Podkrušnohorského muzea (1928–1938) a předání jeho sbírek do správy Stadtmusea, což v praxi znamenalo sloučení obou muzeí. Když roku 1944 procházelo Mostecko obdobím intenzivního bombardování chemických závodů v Záluží, přesunuly se z bezpečnostních důvodů exponáty do sklepů zámku v Milešově, odkud se pak většina z nich vrátila po skončení války zpět.

### Městské muzeum v Mostě
V roce 1945, po válce, muzeum přešlo pod českou správu, zatímco původní německé obyvatelstvo bylo postupně vysídlováno. Krátce tam ještě vypomáhal například německý historik Alois Ott, ale vlastního řízení muzea se ihned ujal český učitel Josef Borovička – jeden z původních členů zaniklého spolku Podkrušnohorského muzea v Mostě. V první polovině padesátých let (s účinností od 1. 1. 1954) došlo k rozdělení muzea na dvě samostatné instituce – část pokračovala jako Městské muzeum v Mostě, zatímco veškeré historické písemnosti se staly základem Okresního archivu v Mostě. Několik dalších let však sídlily muzeum i archiv stále v jedné budově. Od roku 1954/1955 se začalo pro muzeum používat neoficiální označení „Okresní muzeum“.

### Okresní muzeum v Mostě
Po územně správní reformě (1960) vzniklo Okresní muzeum v Mostě, které bylo zpočátku (v letech 1961–1963) pod správou města. Teprve od roku 1964 jej spravoval Okresní úřad. Tentýž rok přinesl další sloučení, tentokrát bylo připojeno muzeum litvínovské (Městské muzeum v Litvínově). Do litvínovského zámku bylo přestěhováno přírodovědné pracoviště Okresního muzea, ostatní oddělení zůstala v původní budově ve Starém Mostě. V roce 1966 (1965–1966) pak byly do Litvínova převezeny sbírky zrušeného muzea v Hoře Svaté Kateřiny (Domácí vlastivědné museum v Hoře Svaté Kateřiny), které se rovněž staly součástí fondů Okresního muzea v Mostě. V roce 1969 (s účinností od 1. 1.) došlo k dalšímu dělení na dvě samostatné instituce – muzeum a galerii. Tím vznikla poměrně kuriózní situace, kdy se stísněné prostory muzea rozdělily na dvě části, aby je mohly využívat dvě instituce, které však mnohé aktivity i nadále realizovaly společně. Následná likvidace Starého Mostu kvůli těžbě hnědého uhlí si vynutila dvojí stěhování, v jehož průběhu došlo i k fyzickému oddělení muzea a galerie. V roce 1978 se mostecká část muzea přesunula do ulice Vítězného února, blok 59 a o pár let později (1981–1982) do budovy bývalého německého reálného gymnázia v ulici Československé armády č. p. 1360, kde sídlí dodnes. Od roku 2000 (2000–2013) spravovalo muzeum ještě zrekonstruovanou stavbu krematoria na městském hřbitově, kam byl umístěn Památník obětem II. světové války v Mostě.
Galerie se v roce 1978 přesunula do domu s názvem „Sputnik“, který využívala až do počátku 90. let 20. století. Odtud se pak přestěhovala do areálu děkanského kostela Nanebevzetí Panny Marie (1993).

### Oblastní muzeum v Mostě
Po územně správní reformě (2002) se zřizovatelem muzea stal nově vzniklý Ústecký kraj (2003) a v souvislosti s tím došlo k jeho přejmenování. V letech 2007–2013 muzeum postupně opustilo litvínovský zámek (převeden na Město Litvínov) i mostecké krematorium (převzato Městem Most), takže všechny sbírky byly přestěhovány do hlavní budovy v Mostě (bývalého Státního reálného gymnázia, Čsl. armády 1360).

### Oblastní muzeum a galerie v Mostě
V roce 2018 rozhodlo Zastupitelstvo Ústeckého kraje o sloučení mosteckého muzea a galerie s účinností od 1. 1. 2019. Z hlediska koncepce tím v Ústeckém kraji vznikla další instituce, která symetricky pokrývá všechny tři oblasti muzejní a galerijní práce: historii/kulturu, přírodu a výtvarné umění, podobně jako Regionální muzeum v Teplicích, Oblastní muzeum v Chomutově nebo Oblastní muzeum v Děčíně.

## Expozice a výstavy
Historicky nejvýznamnější expozice je věnována baronce Ulrice von Levetzow. Skládá se převážně z barončiny osobní pozůstalosti, kterou městské muzeum v Mostě získalo již v roce 1900. Tento vzácný soubor obsahuje mnohé unikáty, mezi nimiž vyniká světově proslulá souprava šperků z českého granátu. Od roku 2013 je v půdních prostorách umístěna expozice věnovaná životu obyvatel Krušných Hor, která má etnografický charakter a speciálně se věnuje krušnohorským řemeslům. Přírodovědná expozice (1996–2018) byla v roce 2018 uzavřena kvůli úplné přestavbě. Výstavní prostory dále zahrnují suterén děkanského kostela Nanebevzetí Panny Marie v Mostě a několik výstavních sálů v hlavní budově. V roce 2019 byla dokončena oprava její střechy, čímž vznikly zcela nové výstavní prostory. Plošná rozloha výstavních a expozičních prostor (přesahuje 3000 m čtverečních) je největší v rámci všech muzeí a galerií Ústeckého kraje.

## Knihovna
Knihovna Oblastního muzea a galerie v Mostě vznikla se založením muzea v Mostě roku 1888, kdy mezi první dary muzeu patřily právě knihy, které se staly základem jejího fondu. Ze zámku v Třebívlicích byla později získána část osobní knihovny baronky Ulriky von Levetzow – celkem 3 572 kusů. Knihovna dále obohacovala svůj fond z darů významných osobností Mostecka, zrušených a následně sloučených muzeí a také z knihoven piaristického gymnázia a německého reálného gymnázia.
V současné době vlastní knihovna okolo 40 tisíc svazků (3 600 sbírková část).

### Vzácné exempláře
Rukopisy
- mariánský traktát Arnošta z Pardubic (2. polovina 14. století)
- graduál Jakuba z Plzně (1537–1544)
- kniha mistrovských zkoušek cechu mosteckých krejčí (od roku 1576 do 1. poloviny 19. století)
- Bible vytištěná v Norimberku (1478) – nejstarší inkunábule

Sbírka regionální literatury
- vzorkovník na výrobu krušnohorských hraček ze zrušené hračkárny v Horním Jiřetíně (1870)